# 深蹲
深蹲（英語：Squat），又稱蹲舉，在力量练习中，是个复合的、全身性的练习动作，它可以训练到大腿、臀部、大腿后肌，同时可以增强骨头、韧带和横贯下半身的肌腱。深蹲被认为是增长腿部和臀部力量和围度，以及发展核心力量（core strength）必不可少的练习。在等长收缩中，在以正确的方式深蹲时，下背部、上背部、腹部、躯干肌肉、肋间肌肉，以及肩部和手臂对于这个练习都是必不可少的。
深蹲在力量举（健力）中是一种竞争性的上举。

## 参与的肌肉

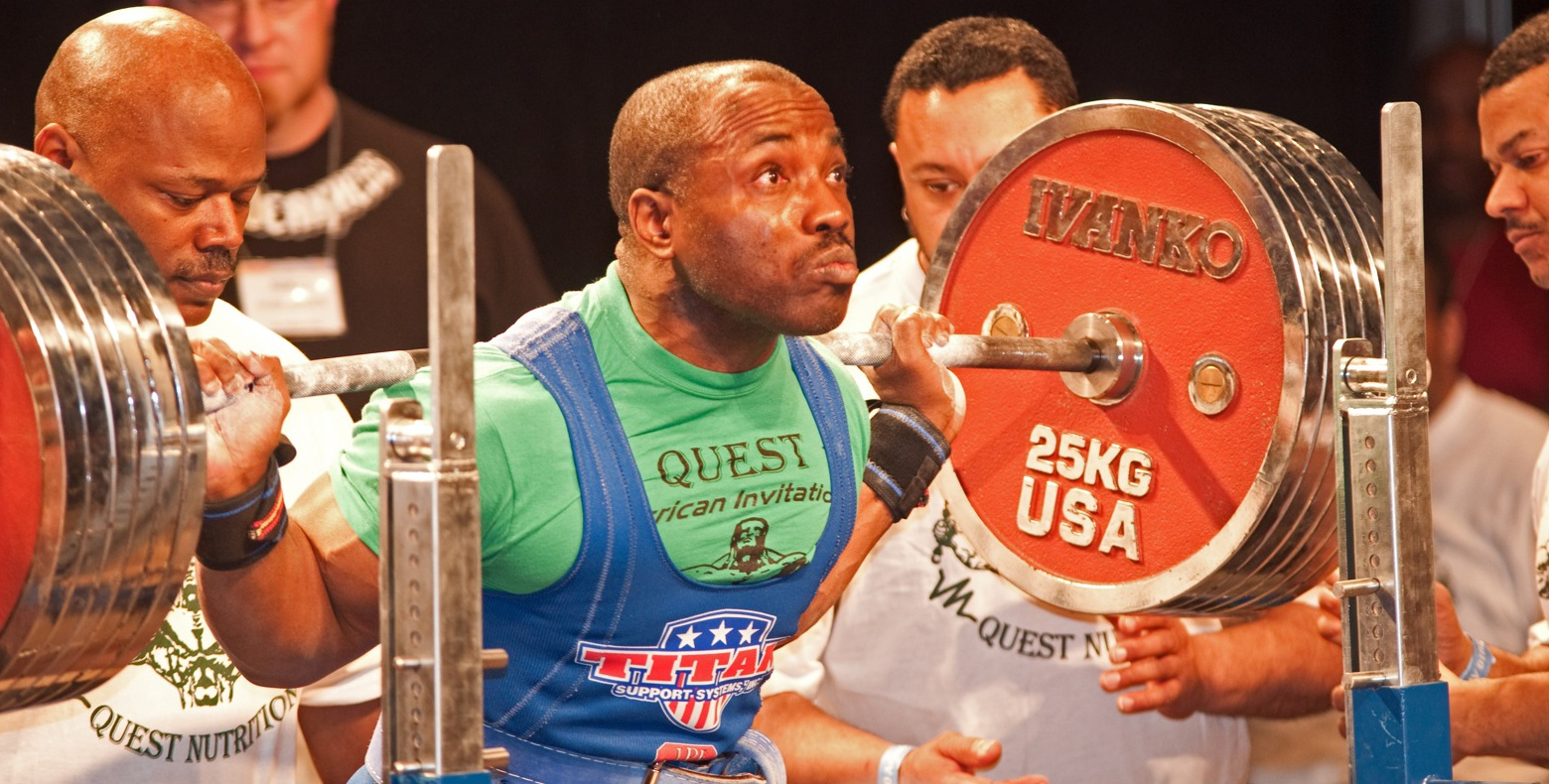
深蹲

主要肌肉：
- 豎脊肌、臀大肌、股四头肌、腿后肌群[2]

次要肌肉：
- 腹横肌（英语：Transverse abdominal muscle）、臀中肌/臀小肌（外展肌）、內收肌（英语：Adductor muscle）、比目鱼肌、腓肠肌[2]

## 方式

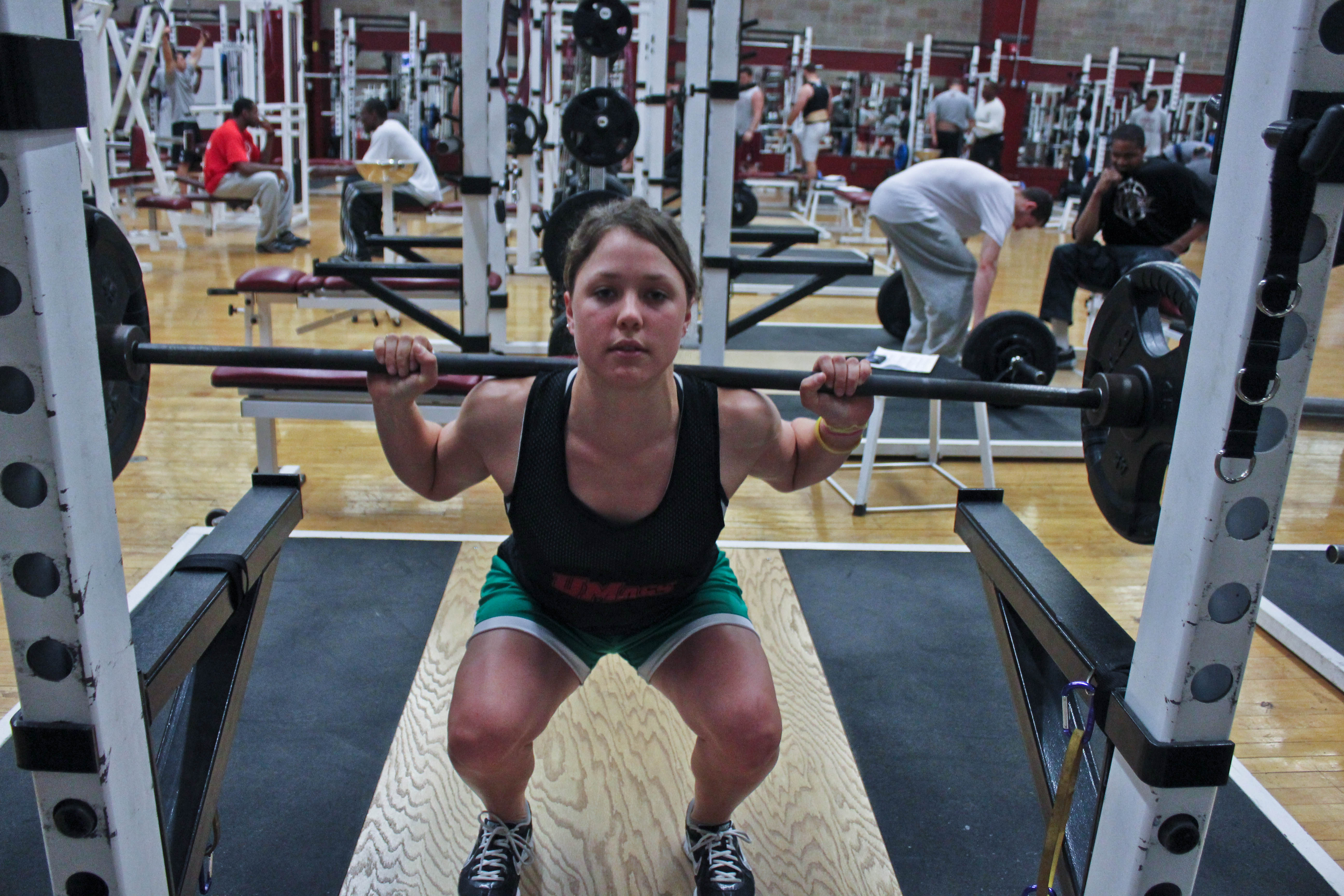
深蹲

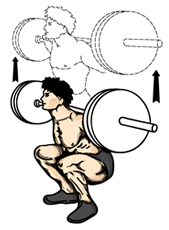
深度深蹲

这个动作由站立姿势开始。经常会使用负重，或者将负重放置在手中，或者在上背部的斜方肌或者三角肌尾部用杠托起。这个动作通过起始时将臀部向后启动，屈膝和弯曲臀部，然后将躯干跟随负重下沉，接着回复到身体直立的姿势。深蹲可以有不同的深度，但是正确的深蹲至少是要平行的。平行位置以下的深蹲才被称为深蹲，而平行位置之上的只是浅蹲。正确地进行全蹲（如奥运会中的举重运动员和几乎所有的竞争性举重运动员所展示的那样）对于膝盖是安全得多的，并且可以消除对下腰部的压力。
当身体下移时，臀部和膝盖弯曲，踝背部缩弯，此关节附近的肌肉开始离心收缩 ，在臀部的运动达到最大幅度的收缩时，减速和逆向下沉。臀部肌肉从底部提供了力量。如果膝盖向前滑或者下塌，则腿后肌群就产生了张力，从而阻碍了上升的力量。回到身体竖直伸展时，肌肉进行向心运动，臀部和膝盖在踝部弯曲、脚掌蹬踏的时候伸展。
两个普遍的错误就是身体下降时速度过快和过于向前弯曲身体。快速下降的危险在于不能完成举起或者受伤。当这种方式的下降导致下蹲肌肉的松弛和紧张失去控制时，结果就会发生危险。过度地弯曲身体极大地增加了下背部的压力，有造成腰椎间盘突出的危险。
控制下蹲速度並在最低點停頓2秒左右即可。一是為了充分拉長後鏈肌群，二是防止你蹲起過快利用反彈力，停頓可以增強肌肉控制力，避免受傷。
对于膝盖健康有影响的错误姿势就是膝盖没有沿着脚趾的方向。如果在这个练习中，膝盖没有沿着脚趾的方向，就会将这个关节产生扭曲和转向，从而导致不必要的扭力，这将很快产生对韧带的损伤。膝盖必须时刻跟随脚趾。让脚趾轻微地向外打开，以便能够让膝盖正确地跟随。

## 装备
深蹲时有很多类型的装备可以辅助运用。举重架被用来减少受伤风险和减少对同伴帮助的需要。杠铃的轨迹应该由肌肉和骨骼静态力量来引导而不应该运用物品竖直固定的支撑。史密斯架（Smith machine）同样同样消除了臀部在运动中的作用，从而将这个动作变成了类似推举的练习。其他可以被使用的装备包括，为了支撑躯干的举重腰带和为了提高稳定性和深蹲深度而垫在脚底的板子（有些鞋子为了达到这个效果用木质的板子镶入），如果负重对于举重着变得不舒服的时候，可以用特殊带有垫称的袖子垫在杠铃杆下面，尽管这会因为垫子的厚度使得杠铃杆的位置变高从而妨碍了姿势的正确。